# ناتشيز (مسيسيبي)

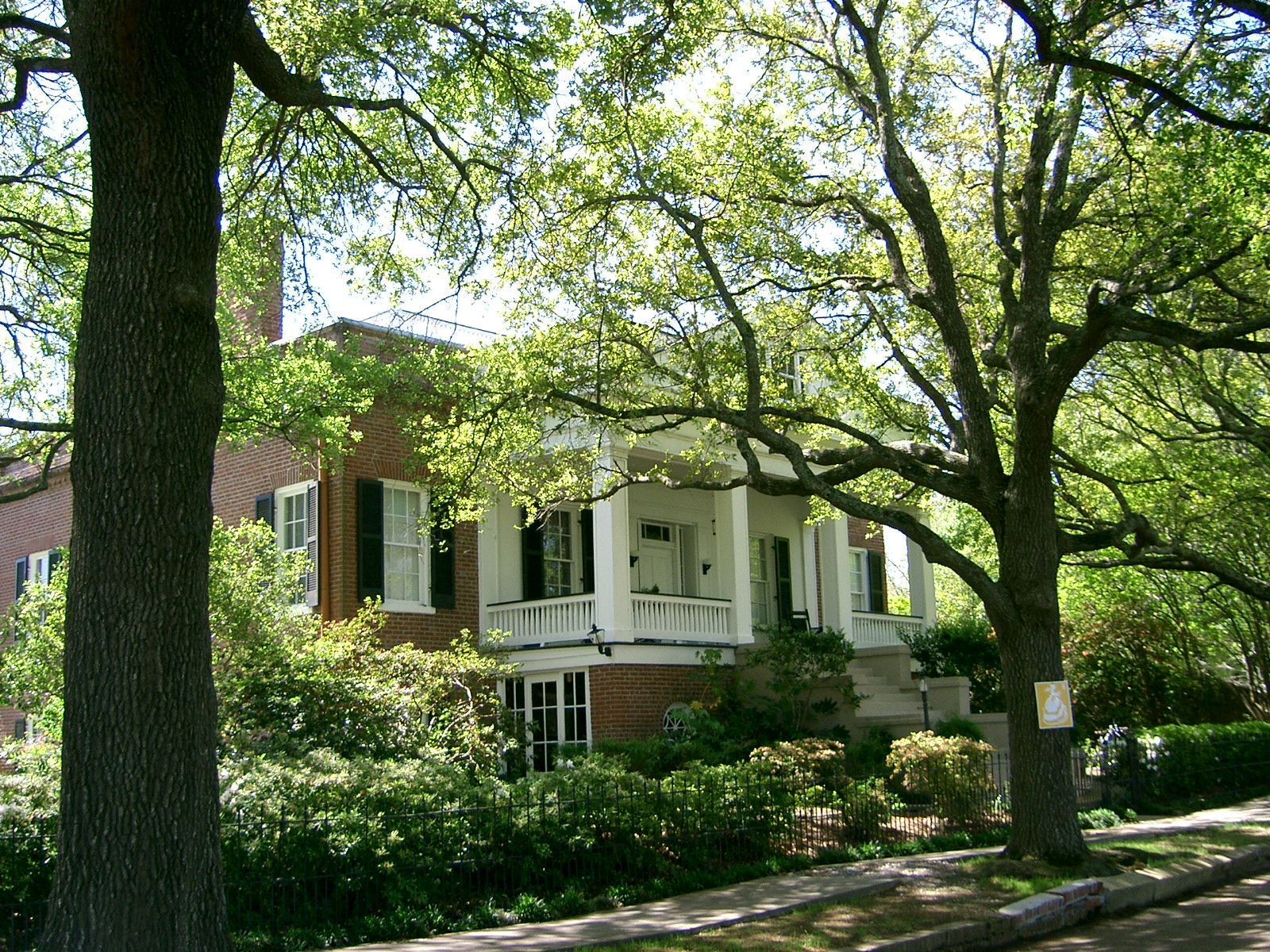
منزل تاريخي في مدينة ناتشيز، ميسيسيبي

ناتشيز (بالإنجليزية: Natchez)‏ هي مدينة تقع في ولاية ميسيسيبي، الولايات المتحدة الأمريكية. يبلغ عدد سكانها 18464 نسمة (حسب إحصائية عام 2000). مساحتها 35.9 كم2، ونسبة المياه فيها 4.62%.

## المناخ والطقس
يظهر الجدول التالي التغييرات المناخية على مدار السنة لناتشيز:
| البيانات المناخية لـناتشيز        | البيانات المناخية لـناتشيز | البيانات المناخية لـناتشيز | البيانات المناخية لـناتشيز | البيانات المناخية لـناتشيز | البيانات المناخية لـناتشيز | البيانات المناخية لـناتشيز | البيانات المناخية لـناتشيز | البيانات المناخية لـناتشيز | البيانات المناخية لـناتشيز | البيانات المناخية لـناتشيز | البيانات المناخية لـناتشيز | البيانات المناخية لـناتشيز | البيانات المناخية لـناتشيز |
| الشهر                             | يناير                      | فبراير                     | مارس                       | أبريل                      | مايو                       | يونيو                      | يوليو                      | أغسطس                      | سبتمبر                     | أكتوبر                     | نوفمبر                     | ديسمبر                     | المعدل السنوي              |
| --------------------------------- | -------------------------- | -------------------------- | -------------------------- | -------------------------- | -------------------------- | -------------------------- | -------------------------- | -------------------------- | -------------------------- | -------------------------- | -------------------------- | -------------------------- | -------------------------- |
| الدرجة القصوى °ف (°م)             | 83 (28)                    | 85 (29)                    | 91 (33)                    | 92 (33)                    | 99 (37)                    | 102 (39)                   | 102 (39)                   | 105 (41)                   | 103 (39)                   | 98 (37)                    | 87 (31)                    | 83 (28)                    | 105 (41)                   |
| متوسط درجة الحرارة الكبرى °ف (°م) | 58.3 (14.6)                | 63.0 (17.2)                | 71.3 (21.8)                | 78.5 (25.8)                | 84.3 (29.1)                | 89.6 (32.0)                | 91.5 (33.1)                | 91.4 (33.0)                | 87.3 (30.7)                | 79.6 (26.4)                | 69.7 (20.9)                | 61.7 (16.5)                | 77.2 (25.1)                |
| متوسط درجة الحرارة الصغرى °ف (°م) | 37.5 (3.1)                 | 40.4 (4.7)                 | 47.9 (8.8)                 | 55.4 (13.0)                | 62.1 (16.7)                | 68.7 (20.4)                | 71.7 (22.1)                | 70.8 (21.6)                | 66.0 (18.9)                | 54.4 (12.4)                | 47.5 (8.6)                 | 40.6 (4.8)                 | 55.3 (12.9)                |
| أدنى درجة حرارة °ف (°م)           | 4 (−16)                    | 8 (−13)                    | 18 (−8)                    | 28 (−2)                    | 30 (−1)                    | 49 (9)                     | 55 (13)                    | 50 (10)                    | 40 (4)                     | 27 (−3)                    | 18 (−8)                    | 5 (−15)                    | 4 (−16)                    |
| الهطول إنش (مم)                   | 6.44 (164)                 | 5.03 (128)                 | 6.74 (171)                 | 6.07 (154)                 | 5.49 (139)                 | 4.68 (119)                 | 4.03 (102)                 | 3.89 (99)                  | 3.73 (95)                  | 3.97 (101)                 | 5.58 (142)                 | 6.44 (164)                 | 62.09 (1٬578)              |
| المصدر #1: The Weather Channel    |                            |                            |                            |                            |                            |                            |                            |                            |                            |                            |                            |                            |                            |
| المصدر #2: Intellicast            |                            |                            |                            |                            |                            |                            |                            |                            |                            |                            |                            |                            |                            |

## أعلام
- ويليام دونبار
- جوديث موراي
- ألكسندر أونيل
- فلويد رايس
- ريتشارد رايت
- جون فرانسيس هامترامك كليبورن
- جلان بالارد
- فارينا دافيس
- جورج ايرل تشامبرلين
- هارون إس. ميريل

## وصلات خارجية
- الموقع الرسمي